# 明応地震
明応地震（めいおうじしん）は、室町時代後期（戦国時代初期）の西暦1498年9月20日（明応7年8月25日）に日本で発生した大地震である。南海トラフ沿いの巨大地震（南海トラフ巨大地震）と推定されている。明応東海地震（めいおうとうかいじしん）とも呼ばれている。

## 概要
震央は東海道沖として北緯34度00分 東経138度00分 / 北緯34.0度 東経138.0度。地震の規模はM8.2～8.4であったと推定されている。
紀伊から房総にかけての沿岸に津波が押し寄せ、伊勢大湊で家屋流失1千戸、溺死5千、伊勢・志摩で溺死1万、静岡県志太郡で流死2万6千などの被害が出たという。記録にある被害分布が安政東海地震に類似しており、震源域は東海道沖と思われるものであった。一方で、四国でも一部大地震があったとする記録が見出され、また発掘調査から同時期の南海道沖の地震の存在の可能性が唱えられている。

## 東海道沖地震の古文書による記録
明応7年8月25日辰刻（ユリウス暦1498年9月11日8時頃）（以下西暦換算はユリウス暦）、東海道沖で大地震が発生した。
『御湯殿の上の日記』、『実隆公記』、『後法興院記』、『言国卿記』および『大乗院寺社雑事記』等に京都や奈良など畿内付近の記録が見られる。『言国卿記』や『御湯殿の上の日記』には閏10月まで、『実隆公記』には11月7日まで余震と思われる地震の記録がある。畿内の被害と思われるものは『大乗院寺社雑事記』にある興福寺と見られる地蔵堂の庇が崩壊した記録である。『後法興院記』の東海道沿岸における記録は伝聞によるもので「大地震之日、伊勢、参河、駿河、伊豆大浪打寄、海辺二三十町之民屋悉溺水、人歿命、其外牛馬類不知其数云々、前代未聞事也」とある。1096年永長地震では駿河や伊勢の津波被害は伝聞として伝えられ、京都で書かれた日記に記事が見られた。しかし、明応の頃になると畿内付近のみならず、遠江や駿河で記された記録も確認されるようになる。
紀伊から房総にかけて太平洋側で震動が強い。山梨県山梨市の窪八幡神社別当・普賢寺の『王代記』明応7年（1498年）条には「（前略）同二十四〔ママ〕辰剋、天地振動シテ国所々損、金山クツレ（崩れ）カゝミ（加々美）クツレ中山損」と記されており、甲斐国でも強い揺れであったと考えられている。甲州では、黒川金山を初め、中山金山、保村金山など信玄時代に採掘された金山があり、『王代記』にある「中山」は中山金山（西八代郡、現・身延町）と考えられる。あるいは、『王代記』に記される「金山」は地理的関係から甲州市塩山の黒川金山とも考えられている。
各地の揺れは江戸時代の安政東海地震や宝永地震に共通するが震害の記録は少ない。震害はそれほどでもないと記す文献もあるが、『円通松堂禅師語録』によれば遠江では山崩れや地割れがあり、同書に記された浅羽低地付近の揺れの激しさの描写は震度7に相当する可能性が高い。『熊野年代記』の記録によれば熊野本宮の社殿が倒壊、那智の坊舎の崩壊、紀伊湯の峯温泉の湧出が10月8日まで42日間停止した。
河角廣により規模MK = 7.5 が与えられ、マグニチュードはM 8.6 に換算されている。またM 8.3前後、あるいは東海沖から伊豆半島南方沖と推定される断層モデルから地震モーメントはM0 = 7 × 1021N・m (Mw 8.5)と推定され、震度分布を推定する記録もこれ以前の地震よりはるかに充実しているが、江戸時代の地震より記録が少ない歴史地震であり、断層モデルによる近似の程度も悪く数値の精度は低い。震源域の東端が駿河湾に入っているのではなく、銭洲海嶺系の活断層が本地震に関連しているとの考えもある。

## 津波
津波は紀伊から房総にかけての沿岸に襲来し、波高は駿河湾沿岸の江梨や小川で8m、伊勢、志摩で6 - 10mであった。津波規模は安政東海地震を上回り、伊豆半島西岸や志摩半島では局所的に大規模な津波が襲来していた。
南海トラフから東よりに津波の波源域が拡大している可能性があり、震源域を銭洲断層に仮定すると、志摩半島から御前崎、伊豆半島、房総半島に至る波高が説明できるとする説もある。
古文書の記録や伝承によると、静岡県沼津市においては、津波が斜面を駆け上り、海抜36メートルを超える地点まで達していた可能性があることがわかった。明応東海地震の津波の高さは、1854年に発生した安政東海地震の約3～4倍もあったと考えられている。静岡県は東海地震の津波被害の想定として、安政東海地震を目安としていることから、地震学者の都司嘉宣は、明応地震の津波などを踏まえて、防災指針を見直すべきだとしている。ちなみに、2011年3月11日に発生した東北地方太平洋沖地震 (M9.0) による大津波では、津波が岩手県宮古市の斜面を39.7メートルまでさかのぼったとも報告されている。
| 地域       | 地域               | 推定波高・遡上高 | 推定波高・遡上高 | 推定波高・遡上高 | 推定波高・遡上高 |
| 地域       | 地域               | 古文書の記録 | 羽鳥(1976)       | 飯田(1985)       | 都司(2011)       |
| ---------- | ------------------ | --- | ---------------- | ---------------- | ---------------- |
| 安房小湊   | 現・千葉県鴨川市   | 誕生寺、明応七年八月二十三日地震大海嘯のため土地陥没精舎も亦尽く没す、朱印も共に失う『安房郡誌』 | 5m               | 4-5m             |                  |
| 相模鎌倉   | 現・神奈川県鎌倉市 | 水勢入大佛殿破堂舎屋『鎌倉大日記』 | 8-10m            |                  |                  |
| 江ノ島     | 現・藤沢市         | |                  | 5-6m             |                  |
| 伊豆八丈島 | 現・東京都八丈町   | ナガクラにて、同月廿五日津浪上り、船、荷物諸共浪に払被『八丈島小島青ヶ島年代記』 | 4m               |                  |                  |
| 仁科       | 現・西伊豆町       | 仁科郷海溢レテ陸地ニ上ル事凡十八九町、寺川、ノ以下ノ田園皆水ニ浸ス / 戊午歳海嘯ニハ、波頭寺川ノ大堰ニ到ル『佐波神社沿革』 | 5m               | 4-5m             | 佐波神社10m      |
| 八木沢     | 現・伊豆市         | 津浪、大門まで来る（妙蔵寺の宝永津浪?の伝承） |                  |                  | 妙蔵寺22m        |
| 土肥       | 現・伊豆市         | 一瞬にして当村三十数名の命を奪い財産をなくした『栄源寺由来』 |                  |                  | 栄源寺18m        |
| 戸田       | 現・沼津市         | ヒラメが打ち上げられる（伝承） |                  |                  | 20m 平目平36.4m  |
| 江梨       | 現・沼津市         | 『開基鈴木氏歴世法名録』に「明応七午年八月廿五日未刻江梨村津浪寄来而庶人海底沈没不知数此時家系及重代之財宝等悉失之」、明暦３年（1657年）再編の『航浦院縁起』に「本尊者後土御門院御宇明応七午年八月□五日至未刻津浪寄来如覆天地依之男女之庶人海底之滓成者不知数此代者繁用之嫡子兵庫允繁宗也女子壱人引汐門外之榎二本之間ニ打挟両眼出露命且助ス然ハ萬行山ト…」 |                  |                  | 航補院16m        |
| 清水       | 現・静岡市清水区   | 海辺の堂社仏閣人宅はことごとく水没し死す『日海記』 |                  | 5-6m             | 村松10m          |
| 焼津       | 現・焼津市         | 而溺死者大凡二萬六千人也、林叟之旧地忽変巨海也『林叟院記録』 | 6-8m             | 会下島7-8m       | 10m              |
| 浜岡       | 現・御前崎市       | 洪濤滔天来、而一弾指頃、掃地総巻去『円通松堂禅師語録』 |                  |                  | 8m               |
| 遠江新居   | 現・湖西市         | 一里余ノ渡シトナル、是ヲ今切ト号ス『東栄鑑』 | 6-8m             | 6-8m             |                  |
| 三河渥美   | 現・田原市         | 辰剋大地震、地破同時大海嘯満来『渥美郡史』 | 5-6m             | 5-8m             |                  |
| 伊勢大湊   | 現・伊勢市         | 今度大地震ノ高塩ニ、大湊ニハ家千間余人五千人許流死ト云々『内宮子良館記』 | 6-8m             | 6-10m            |                  |
| 国崎       | 現・鳥羽市         | 去八月廿五日大地震ニ、彼島家人大略流失『内宮子良館記』 |                  | 8-15m            |                  |
| 塩屋       | 現・志摩市         | 大地震高浪来リ、其上宮川の上山ぬけにて大水一度に押来り、塩屋村家員百八拾軒余内御塩取役人百軒余、何れも補任頭戴の者共にて、内宮権禰宜荒木田姓ニ御座候、一時に大海へ押流、塩浜・田畑も一面の荒野と成候事『元田由来』 |                  | 8-15m            |                  |
| 紀伊熊野   | 現・熊野市、新宮市 | 浦々浪入新宮鐘楼堂ヲ崩ス『熊野年代記』 | 4-5m             | 4-6m             |                  |

鎌倉大仏（高徳院）

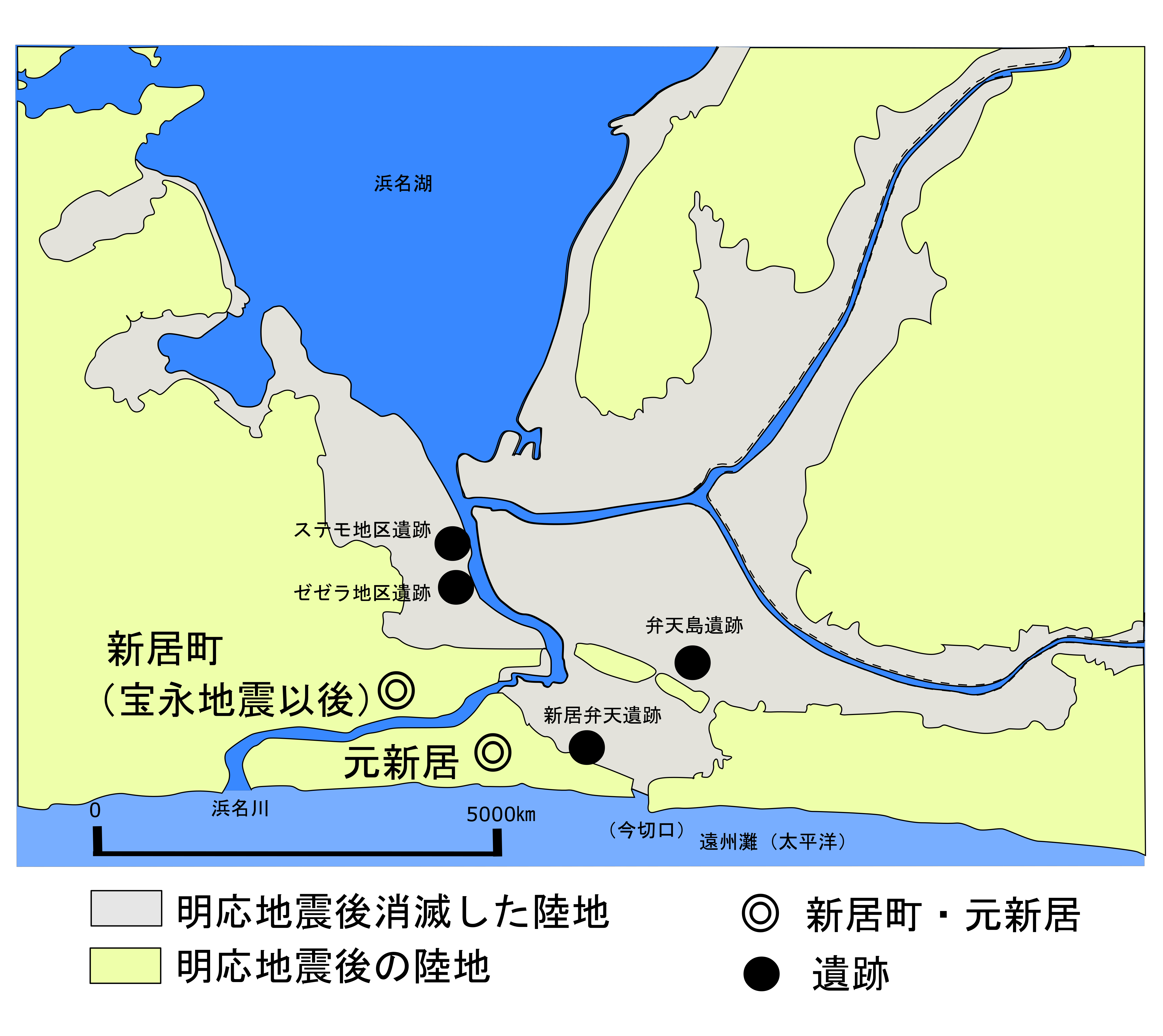
明応地震により消滅した浜名湖の陸地

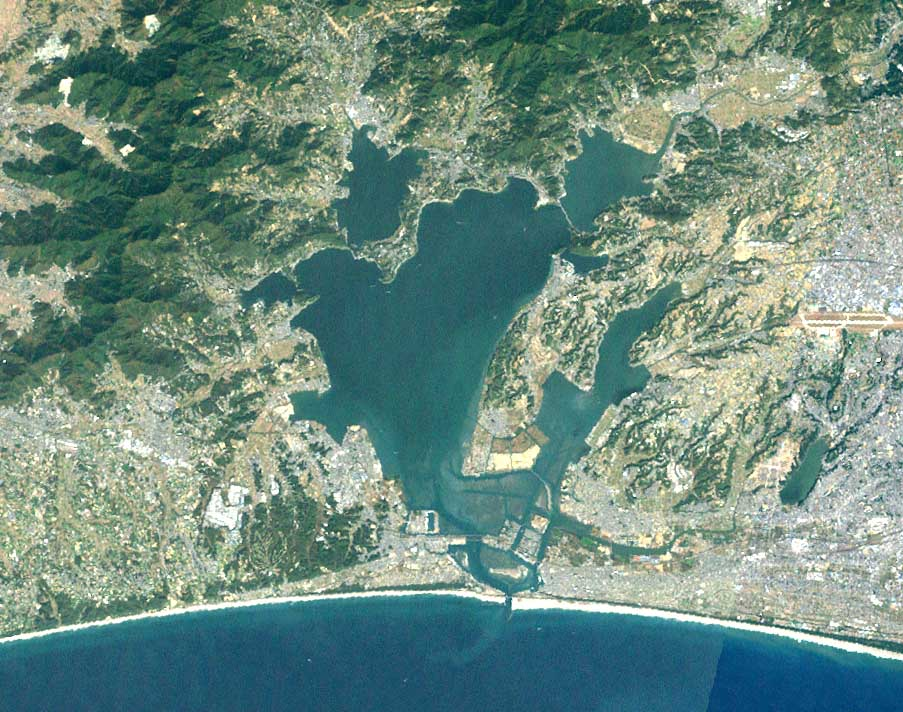
『東栄鑑』には「諸国大地震、遠州前坂ト坂本ノ間ノ川ニ津波入リ、一里余ノ渡シトナル、是ヲ今切ト号ス」、『遠江国風土記伝』には「湖水変為潮海矣」とあり、かつて淡水湖であった浜名湖が、津波により太平洋とつながり今切と呼ばれる湾口を形成し、湖が拡大したと伝えられている。

津波は鎌倉の鶴岡八幡宮参道にも襲来し、また高徳院の大仏殿はこの地震による津波で倒壊して、鎌倉の大仏が室町時代末に露坐となったとする説がある（後述、異説有）。
また、当時伊豆国では、同国に進出していた駿河今川氏の重臣・伊勢盛時（北条早雲）と堀越公方・足利茶々丸が争っており、盛時が茶々丸討伐のために伊豆出兵を計画していたが、津波によって伊豆・駿河の沿岸は大被害を受けた。だが、津波による混乱で戦いが不利になることを恐れた盛時は8月末までに動員可能な兵だけで伊豆の深根城にいた茶々丸を襲って皆殺しにし、これを攻め滅ぼしたとされる（異説有）。
江梨（現・沼津市西浦江梨）にも大津波が到達したとされ、『開基鈴木氏歴世法名録』には以下のように記されている。
また、明暦３年（1657年）に鈴木重義が再編した『航浦院縁起』にも以下のように記されている。
以上のように、この大津波により多くの庶人が海底に沈み、江梨鈴木氏の系図と財宝が家屋とともに流出したと記録されている。また、この津波で鈴木繁宗の娘が両眼を患ったため、航浦院の薬師如来に回復を祈ったところ完全に治癒したとされる。
仁科（現・西伊豆町）では海岸から十八九町（約2km）内陸まで津波が到達したという（『増訂豆州志稿』）。ただし、この『増訂豆州志稿』は江戸時代に書かれたものであり、この地に建つ東福禅寺について記した『小田原衆所領役帳』には永和3年（1377年）津波、文明9年（1477年）洪水と明応以前の災害を記しているにも拘らず明応地震を何ら記していないなど疑問であるとされる。
八木沢の妙蔵寺（現・伊豆市）には宝永津波が標高約20mの大門まで来たとする伝承があり、境内の杉に海草がかかったとも伝えられている。この伝承は伊豆半島西海岸で余り被害の出なかった宝永津波ではなく明応津波の可能性も考えられるとされる。沼津市戸田地区の平目平にはヒラメが打ち上げられた伝承が存在し、平目平の標高から津波の遡上高は36mに達した可能性が指摘されている。
『林叟院創記』には「加之大地震動海水大涌。而溺死者大凡二萬六千人也。林叟之旧地忽変巨海也」とあり、駿河湾岸の志太郡で流死2万6千と記述する文献があるが、明治時代の志太郡の人口も2万6千人には満たず、260人の誤写であろうかと疑問視されていた。これは昭和初期に発刊された『静岡縣志太郡誌』に引用された『林叟院創記』の記述を後の研究者が「志太郡で」と誤読した結果であり、地震全体の犠牲者数を林叟院が纏めたものであると考えるのが妥当とされる。また安政東海地震では焼津付近は隆起しているが、この記録は本地震で沈降したことを示唆している。
『東栄鑑』には「諸国大地震、遠州前坂ト坂本ノ間ノ川ニ津波入リ、一里余ノ渡シトナル、是ヲ今切ト号ス」、『遠江国風土記伝』には「湖水変為潮海矣」とあり、かつて淡水湖であった浜名湖が、津波により太平洋とつながり今切と呼ばれる湾口を形成し、湖が拡大した。かつて浜名湖から遠州灘へ流れていた浜名川に架橋されていた浜名橋たもとに栄えていた橋本は津波で壊滅的打撃を受け、その後新居（元新居）に移転し、その新居も宝永津波により今切が拡大し再び移転を余儀なくされた。ただし、今切が通じた時代には史料によって諸説あり、『遠江国風土記伝』には「応永12年（1405年）、大波この崎破る、或はいわく、文明7年8月8日（1475年9月8日）、明応8年6月10日（1499年7月18日）、甚雨大風、潮海と湖水の間、駅路没し、」とある。また、『重編応仁記』には、永正7年8月27日（1510年9月30日）から翌日に掛けての津波によって浜名湖が海に通じて今切を生じたと記録されている。
湊町として栄えていた安濃津（現・津市）は遺跡の発掘から16世紀初頭から18世紀初頭頃まで空白期が見られ、明応地震津浪で壊滅的な打撃を受けて荒廃し、宝永地震以降に復興が始まったと推定されている。また大永2年（1522年）に安濃津を訪れた宗長は『宗長日記』で「この津、十余年以来荒野となりて四五千軒の家、塔あとのみ」と記している。
『内宮子良館記』には「今度大地震ノ高塩ニ、大湊ニハ家千間余人五千人許流死ト云々、其外伊勢島間ニ彼是一萬人許モ流死也」とあり、伊勢大湊で家屋流失1千、溺死5千、伊勢、志摩で溺死1万とされ、宮川河口付近にあったと推定される塩屋村では塩浜が被害を受け塩業が成立しなくなったとされる。
紀伊では紀ノ川は、かつて河口付近で南流し現在の和歌川が本流で和歌浦に注いでいたが、『紀伊続風土記』の記述から現在の河口位置に変化したのは明応から寛永年間の間と考えられ、明応年間に住民や寺社が和田浦（現・和歌山市）から湊村に移転したとする伝承があり、明応津波で被害を受け、紀ノ川が現在の河口位置に移ったとされる。ただし『紀伊続風土記』の記事は「明応ノ比津浪」、また『和歌山県神社寺院明細帳』では「明応ノ海嘯」とあるのみで具体的な年月日の記述はない。熊野本宮の社殿が倒れた。

### 日本最古の高台集団移住
志摩半島の三重県鳥羽市国崎町は最大波高15mに達したとされ、大津集落は明応地震津波で壊滅的な被害を受け、地震後住民は高台に移転し、その後500年間、2011年現在に至るまで低地に戻らなかった。漁師は高台から浜に通うのが普通だという。1707年の宝永地震津波や、1854年の安政東海地震津波では溺死者を少数に抑えた。特に安政東海地震では国崎は津波特異点となり、「常福寺津波流失塔」の碑文によれば7丈5尺(22.7m)にも達したと記録されている。

### 地震痕跡
痕跡が発見されたとする報告。
- 静岡県磐田市、元島遺跡[67]
- 浜名湖岸 : 津波堆積物
- 湖西市、長谷元屋敷遺跡 : 津波堆積物[68]
- 愛知県稲沢市、尾張国府跡
- 三重県紀伊長島町 : 津波堆積物

痕跡は発見されなかったとする報告。
- 神奈川県鎌倉市および逗子市で隆起痕跡は見つからなかった[69]。

## 明応4年8月15日の地震
『鎌倉大日記』には明応4年8月15日（1495年9月3日）に大地震が発生し、由比ヶ浜から参詣道に津波が押寄せ、高徳院の大仏殿が破壊され、溺死者200人余出たとある。
『大日本地震史料 増訂』では、この記録は明応7年8月25日の地震の誤記の可能性有としている。宇佐美(2003)も、この記事は疑わしく明応7年8月25日の地震との混同の可能性有としている。
一方で同日、『御湯殿の上の日記』に「地しんゆる」、『後法興院記』にも「十五日乙丑晴、酉刻地震」との記録もあり、少なくとも京都においてこの日、有感地震があったとされ、また、古代・中世には未だ巨大地震が隠されている可能性があり、1495年の地震は相模トラフ巨大地震の検討候補とされている。『熊野年代記』にも同日に「鎌倉大地震」とあり、複数の史料からこの日の地震の存在が裏付けられている。ただし『熊野年代記』は近世成立であり『鎌倉大日記』をもとに書かれた可能性が高い。現在の所、鎌倉の地震津波を記述する確かな史料は『鎌倉大日記』のみである。
静岡県伊東市教育委員会の金子浩之主査を中心とした宇佐美遺跡の発掘調査で見出された砂層が15世紀末頃の津波堆積物であることが判明している。この堆積物は標高約7.8m付近に存在し、南海トラフの地震津波では説明できないことから、明応関東地震のものである可能性が高いとされた。また、878年の元慶地震と887年の仁和地震、1703年の元禄地震と1707年の宝永地震を例に相模トラフと南海トラフが震源と推定される巨大地震が連続しており、1495年と1498年の地震も同様に連動した可能性が示唆される。
北条早雲が小田原城を奪取した時期には諸説あるが明応4年9月とする説が有力であり、明応4年8月に発生した地震津波によって小田原が壊滅的な被害を受け、その混乱に乗じて小田原城を奪取した可能性も考えられるとされる。さらに早雲は明応7年の東海地震後に伊豆半島西岸も占領した可能性があるという。

## 明応7年6月11日の地震
『御湯殿の上の日記』、『後法興院記』、『続史愚抄』など幾つかの史料に明応7年6月11日未-申刻（1498年6月30日15時頃）、畿内付近における大地震の記録がある。ただし被害記録は見当たらず、史料数は明応7年8月25日の地震より遥かに少なく、『後法興院記』では8月25日の地震について「辰時大地震、去六月十一日地震一倍事也」と述べている事から、京都において8月25日の地震は6月11日の地震の2倍の強さであった事になる。一方、1854年の安政地震については京都付近は東海地震と南海地震は同程度の揺れであったと記録され、京都における震度は共に4 - 5程度と推定されている。
同日の巳刻（10時頃）に日向灘が震源とされる地震があり、宇佐美(2003)は別の地震と考えるとし、『九州軍記』には以下のように記されている。

## 南海道沖地震との連動の可能性
明応地震の歴史記録は、東海道沿いのみで、ほぼ同時期に連動する可能性の高いと考えられている南海道沖の地震の記録を欠いたものとなっている。この時期は応仁の乱以来戦乱が続いた時代であったため詳細な記録が残される様な状況に無かった可能性もあるとされる。
1988年、高知県中村市（現・四万十市）四万十川支流の中筋川岸辺にあるアゾノ遺跡から15世紀末頃の噴砂が上昇した痕跡が発見され、1993年にはアゾノ遺跡に近接する船戸遺跡で地割れに石を並べた痕跡が発見された。アゾノ遺跡では噴砂痕より後の年代に人間の生活の痕跡が見られない。徳島県板野町の吉野川沖積低地では14世紀後半から16世紀初頭までに存続した集落跡の調査で、液状化現象による噴砂の痕跡が発見された。加えて、愛媛県新居浜市の『黒島神社文書』に、「明応七年の震災に、大地大に潰崩し、島の六七歩は流失し、此度二三の遺島となれり、明応七年の震災に罹り、本殿拝殿共破壊し、住民四方に散乱し」という記述が存在することが判明し、四国における15世紀末頃の大地震と思われる記録・痕跡も発見されている。
また、明応7年6月11日未-申刻（1498年6月30日15時頃）には九州において家屋倒壊被害の記録があり、伊予では陥没などの地変（上記の黒島の記録）を筆頭に日向灘地震と推定される地震の記録があったが、同日には畿内でも地震の記録が残っているため、これらが同一地震ならば震源域の変更が必要ともされている。紀ノ川河口付近の和田浦の津波は南海道沖の地震の可能性があり、さらに『中国地震歴史資料彙編』には6月11日、蘇州で「各邑河渠池及井泉震蕩、高涌数尺、良久乃定」の記録があり、中国の江蘇省、浙江省では揚子江を初めとする河の水面の震動、池や井戸の水面の変化が見られ、同様の現象は宝永地震や安政南海地震でも観測されていることから、上述の日向灘地震とされた地震は南海道沖の地震であった可能性も指摘されている。これが事実ならば、南海道沖の地震が東海道沖の地震に73日先行して発生したことになる。
一方で6月11日の地震を南海道沖の地震と断定するには津波伝播のシミュレーションなど更なる作業を必要とし、むしろ紀ノ川河口付近の津波を東海地震と同日の8月25日と考え、明応地震は宝永地震と同様に東海道沖の地震および南海道沖の地震が連動した可能性も検討すべきとされる。『九州軍記』の記述を話半分に聞けば九州付近で起こったスラブ内地震であるという解釈も可能であり、また、都司(1997)が南海地震の根拠としている上海付近のセイシュと推定される水面の震動は、南海道沖の地震に限らず安政南海地震の最大余震である豊予海峡地震の時も見られたことから、6月11日の地震はフィリピン海プレート内地震の可能性も考えられ、このプレート内地震が京都付近で強震動をもたらすことも充分有り得るとされる。
さらに、もともと信頼性に問題があるとされた『九州軍記』は100年以上後に描かれた創作であり、明応7年の地震に加えて慶長豊後地震なども軍記の創作に影響した可能性も考えられ、6月11日の地震が日向灘地震であった可能性は否定されるとの見方がある。